# ریو چیرا (کشتی)

{{Infobox ship characteristics
ریو چیرا (کشتی) (به انگلیسی: Río Chira (ship)) یک کشتی بود که طول آن ۱۱۵ فوت ۲ اینچ (۳۵٫۱۰ متر) Length overall بود. این کشتی در سال ۱۹۱۴ (میلادی)|۱۹۱۴]] ساخته شد.